# Lužiščina
Pojem lúžiščina ali lúžiška sŕbščina (zgodovinsko nemško Wendisch) vključuje pravzaprav dva sorodna zahodnoslovanska jezika (gornjelužiška srbščina in dolnjelužiška srbščina), ki ju ne smemo zamenjevati z južnoslovansko srbščino. Govorita se v vzhodnem delu Nemčije (ob meji s Poljsko in Češko), v pokrajini z zgodovinskim imenom Lužica (gornjelužiško Łužica, dolnjelužiško Łužyca, nemško Lausitz). Lužiški Srbi niso nikoli imeli nacionalne države in so bili izpostavljeni germanizaciji, zato sta se jezika ohranila le med razmeroma maloštevilno skupino govorcev. Danes sta uradno priznana kot manjšinska jezika v Nemčiji. Središče Lužiških Srbov je mesto Budyšin (nem. Bautzen).
Lužiška srbščina in slovenščina sta med redkimi jeziki v Evropi, ki ohranjata dvojino.
Gornja lužiška srbščina (ISO koda HSB) se govori v jugovzhodnih predelih nemške zvezne dežele Saška (Sachsen), število njenih govorcev pa je približno 55.000. Dolnjelužiško srbščino (ISO koda DSB) govori okoli 14.000 ljudi v zvezni deželi Brandenburški.
Na lužiškosrbsko pisavo sta vplivali tako poljska kot češka abeceda.
| Velika črka | Mala črka |
| ----------- | --------- |
| A           | a         |
| B           | b         |
| C           | c         |
| Č           | č         |
|             |           |
| D           | d         |
| DŹ ali Dź   | dź        |
| E           | e         |
| Ě           | ě         |
| F           | f         |
| G           | g         |
| H           | h         |
| CH ali Ch   | ch        |
| I           | i         |
| J           | j         |
| K           | k         |
| Ł           | ł         |
| L           | l         |
| M           | m         |
| N           | n         |
| Ń           | ń         |
| O           | o         |
| Ó           | ó         |
| P           | p         |
| R           | r         |
| Ř           | ř         |
| S           | s         |
| Š           | š         |
| T           | t         |
| Ć           | ć         |
| U           | u         |
| W           | w         |
| Y           | y         |
| Z           | z         |
| Ž           | ž         |

| Velika črka | Mala črka |
| ----------- | --------- |
| A           | a         |
| B           | b         |
| C           | c         |
| Č           | č         |
| Ć           | ć         |
| D           | d         |
| DŹ ali Dź   | dź        |
| E           | e         |
| Ě           | ě         |
| F           | f         |
| G           | g         |
| H           | h         |
| CH ali Ch   | ch        |
| I           | i         |
| J           | j         |
| K           | k         |
| Ł           | ł         |
| L           | l         |
| M           | m         |
| N           | n         |
| Ń           | ń         |
| O           | o         |
| P           | p         |
| R           | r         |
| Ŕ           | ŕ         |
| S           | s         |
| Š           | š         |
| Ś           | ś         |
| T           | t         |
| U           | u         |
| W           | w         |
| Y           | y         |
| Z           | z         |
| Ž           | ž         |
| Ź           | ź         |